# Giuseppe Camadini
Giuseppe Camadini (Brescia, 10 giugno 1931 – Brescia, 25 luglio 2012) è stato un dirigente d'azienda e notaio italiano, fino al 2006 presidente della Cattolica Assicurazioni.

## Biografia
Laureato in giurisprudenza, notaio, ha ricoperto ruoli istituzionali in aziende e istituti di credito.
Nella Banca San Paolo è stato sindaco supplente (1959-1962), consigliere, componente del comitato esecutivo e presidente (dal 1970-1976).
Entrato in Cattolica come consigliere nel 1985 ne è divenuto presidente nel 1997 (carica mantenuta fino al 2006.. È stato consigliere anche presso il Banco di Brescia, la Banca di Valle Camonica, l'editrice La Scuola s.p.a. e della Nuova Editoriale Italiana.
È stato componente del consiglio d'amministrazione dell'Università Cattolica del Sacro Cuore di Milano, nonché fondatore e primo presidente (carica che ha ricoperto fino alla sua morte) dell'Opera per l'Educazione Cristiana e dell'Istituto Paolo VI di Brescia.
Come presidente della Fondazione Tovini di Brescia, che controlla la Gold Line di Roma possedendone il 91,6% delle azioni, è stato di fatto il proprietario del Giornale di Brescia dal 1980 al 2012.
È morto la mattina del 25 luglio 2012 all'età di 81 anni a seguito di un ictus.